# John Magufuli
John Joseph Pombe Magufuli (Chato (Tanganyika), 29 oktober 1959 – Dar es Salaam, 17 maart 2021) was een Tanzaniaanse politicus. Tussen november 2015 en maart 2021 was hij de president van Tanzania.

## Biografie
John Magufuli werd geboren in het uiterste noordwesten van Tanzania. Hij studeerde onderwijskunde aan de Universiteit van Dar es Salaam, met scheikunde en wiskunde als studierichtingen. In 1988 behaalde hij er zijn Bachelor of Science en later ook zijn master (1994) en doctoraat (2009). Na een periode als docent gewerkt te hebben, ging Magufuli vanaf 1989 aan de slag in de chemische industrie. Hij trouwde en kreeg drie kinderen.
In 1995 werd Magufuli namens de linkse CCM verkozen in het parlement van Tanzania, waar hij zijn geboortedistrict Chato vertegenwoordigde. Hij werd meermaals herkozen en behield zijn zetel in totaal bijna twintig jaar. In deze periode bekleedde hij verschillende ministerschappen. Zo leidde hij tussen 2000 en 2006 het ministerie van Werken onder president Benjamin Mkapa, en in de hieropvolgende kabinetten van president Jakaya Kikwete was hij achtereenvolgens minister van Land en Nederzettingen (2006-2008), minister van Vee en Visserij (2008-2010) en minister van Werken en Transport (2010-2015).

### Presidentschap
Bij de presidentsverkiezingen van 2015 mocht president Kikwete zich na twee termijnen niet opnieuw herkiesbaar stellen. Magufuli werd bij een interne verkiezing binnen de CCM naar voren geschoven als presidentskandidaat. Hij kreeg hierbij de voorkeur boven onder anderen voormalig premier Edward Lowassa, die door de partij buitenspel werd gezet. Lowassa besloot verder te strijden als kandidaat van de concurrerende partij Chadema en werd Magufuli's voornaamste tegenstander bij de algemene verkiezingen in oktober 2015. Na een fanatieke campagne werd Magufuli met een overmacht van ruim 58% van de stemmen verkozen tot president van Tanzania. Hij trad aan op 5 november 2015. Zijn vicepresident was Samia Suluhu, de eerste vrouw met een dergelijke functie in de geschiedenis van het land.
Na zijn aantreden nam Magufuli onmiddellijk maatregelen om de overheidsuitgaven terug te dringen, onder meer door minder ministers in zijn kabinet op te nemen dan gebruikelijk (19 in plaats van 30) en zijn eigen presidentiële salaris drastisch te verlagen. Ook schortte hij festiviteiten in het kader van de onafhankelijkheidsdag op en verving deze door een nationale opruimcampagne, in een poging de verspreiding van cholera tegen te gaan. Magufuli nam persoonlijk deel aan de schoonmaakactie. De kostenbesparingen werden geïnvesteerd in ziekenhuizen en sanitaire voorzieningen.
Onder Magufuli's bewind werd fors geïnvesteerd in infrastructuur, met name in de spoorwegen. Ook werden miljarden gepompt in de vissershaven van Bagamoyo, die op termijn de grootste haven van Afrika moet worden. Tanzania werd hierbij economisch ondersteund door China. Magufuli kreeg de bijnaam "The Bulldozer" als verwijzing naar zijn wegenbouwprojecten, maar de term werd ook gebruikt voor zijn pogingen om de uitgaven en corruptie binnen de regering te verminderen.
In 2019 werd Magufuli voorzitter van de Ontwikkelingsgemeenschap van Zuidelijk Afrika.

#### Mensenrechten
Magufuli werd als president internationaal bekritiseerd vanwege de mensenrechtensituatie in Tanzania. Organisaties als Human Rights Watch en Amnesty International voerden actie om de vrije meningsuiting in het land te beschermen. De regering van Magufuli werd ervan beschuldigd de politieke oppositie sterk te onderdrukken, onder meer door het inperken en verbieden van politieke bijeenkomsten. Sinds 2015 werden diverse oppositieleden gearresteerd, drie werden door onbekenden vermoord.
Ook de media werden scherp bedreigd. Radio- en televisiestations, alsmede websitebeheerders, kregen de verplichting om een vergunning van de overheid aan te vragen. Journalisten die volgens de overheid 'valse informatie' verspreidden, konden worden vervolgd. In november 2017 ontstond beroering na de verdwijning van de kritische journalist Azory Gwanda, die een symbool werd van de teloorgang van Tanzania's persvrijheid. Vijf kranten werden verboden, waaronder de Swahilitalige Mawio in 2016 en de Engelstalige The Citizen in 2019. Daarnaast werd het de media niet langer toegestaan om buitenlandse bronnen te citeren.
Homoseksualiteit, alsmede het demonstreren voor homorechten, is strafbaar in Tanzania en werd onder Magufuli actief bestreden. Internationaal gefinancierde zorgprogramma's voor de lgbt-gemeenschap werden stopgezet en klinieken voor de bestrijding van hiv werden gesloten. Een speciale commissie werd opgericht om homoseksuelen te kunnen aangeven en identificeren. In november 2018 werden in Zanzibar tien mannen gearresteerd op verdenking van homoseksualiteit.
Ondanks het hoge geboortecijfer in Tanzania was Magufuli een tegenstander van gezinsplanning.

#### Corona-pandemie
Magufuli was in 2020 een fervent ontkenner van de coronapandemie. Hij adviseerde vooral te bidden om de ziekte te bezweren. Hij droeg nooit mondkapjes en mengde zich onbeschermd in mensenmenigten. Hij weigerde vaccins in te kopen en waarschuwde voor de gevaren van vaccins. Op 29 april 2020 werd officieel bekendgemaakt dat er in Tanzania 509 gevallen van besmetting waren, en 21 doden. In juni 2020 verklaarde hij zijn land officieel 'corona-vrij' dankzij God. Intussen waren er signalen dat ziekenhuizen in Dar-es-Salaam de toestroom van zieke mensen niet aan konden.

### Overlijden
Magufuli was sinds eind februari 2021 niet meer in het openbaar gezien, wat tot speculaties over zijn toestand leidde. Hij werd overgebracht naar een ziekenhuis in Kenia en vervolgens naar een ziekenhuis in India voor een corona-behandeling. Hij overleed op 17 maart in een ziekenhuis in Dar es Salaam op 61-jarige leeftijd. De officiële oorzaak van overlijden is een complicatie aan het hart, maar sommige bronnen geloven dat COVID-19 de onderliggende oorzaak van zijn overlijden was en anderen spreken van moord.

Vice-president Samia Suluhu volgde hem op als president.